# 川北村 (大阪府)
川北村（かわきたむら）は、かつて大阪府西成郡にあった村。現在の大阪市西淀川区・此花区の各一部にあたる。

## 歴史
村名は安治川の北に位置することによる。

### 沿革
- 1889年（明治22年）4月1日 - 町村制施行により、西成郡中島新田・布屋新田・出来島新田・西島新田・酉洲新田・矢倉新田・北酉島新田・（以下、伝法川以南）本酉島新田・常吉新田・秀野新田・恩貴島新田・四貫島村・六軒家新田・春日出新田・南新田・島屋新田・西野新田・西九条村が合併して、西成郡川北村が発足。
- 1893年（明治26年） - 大字南新田の沖合に大字築地を新設。
- 1897年（明治30年）4月1日 - 大阪市第1次市域拡張により、伝法川以南の12大字が西区へ編入される（大字秀野新田の一部は西成郡伝法村へ編入）。
- 1898年（明治31年） - 淀川改修工事（新淀川開削）が開始され、約57.8haが川敷となる。
- 1908年（明治41年） - 大字布屋新田より大字外島を分立。
- 1910年（明治43年） - 大字の「新田」の称を廃する。
- 1925年（大正14年）4月1日 - 大阪市第2次市域拡張により、伝法川以北の8大字が新設の西淀川区へ編入される。また、伝法川以南の旧村域の所属が西区から新設の此花区へ変更される。

## 村長
- 中谷徳恭